# 中心镇 (华坪县)
中心镇是中国云南省丽江市华坪县下辖的一个镇。它是华坪县的政治、经济、文化中心。

## 行政区划
中心镇下辖兴隆社区、竹屏社区、柳溪社区、华兴社区、兴民社区、河东村、河西村、楠木村、梭罗村、拉毕村、龙洞村、田坪村、左岔村、马路粱子村。

## 历史
宋朝，高氏土司在中心镇这块地方设立过堂衙。
1382年（明朝洪武十五年），堂衙改为流官办事驻所，因为人们称这里是“旧衙坪”。
1802年（清朝嘉庆七年），永北右军守备驻扎到这里。1814年（嘉庆十九年），政府在这里设立了三、六、九集市。1822年（道光二年），政府在这里设立“经历署”。1859年（咸丰九年），政府修筑围墙土墙。
1912年（民国元年），属华坪县中区，为县政府驻地。1913年，这里改名“中区”。1931年更名为“华中镇”。1937年改称“竹屏镇”。
1950年9月，政府将此设为“一区”。1953年，改称中心镇。1958年8月更名为“先锋人民公社”，11月改名“中心人民公社”。1983年2月改名“中心区”。1988年3月改名“中心镇”并且沿用至今。2005年8月，撤销龙洞傈僳族乡，并入中心镇。2019年9月24日，中心镇（芒果）入选农业农村部第九批全国“一村一品”示范村镇名单。

## 地理
中心镇位于华坪县中部。最高峰位于西部蘑菇山，海拔2843.6米；最低点位于南端鲤鱼河流入荣将处，海拔1126米；平均海拔1984.8米。中心镇有小型水库一座。
鲤鱼河、鱼必河、左岔河流经中心镇。
中心镇的主要山脉有：轿顶山、豹子岩、炭山坪、龙筋山。

### 气候
中心镇属亚热带季风气候，其特点是干湿季分明，冬凉夏暖，四季温差不明显，年平均气温19.6℃，年平均日照时数2486.9小时，无霜期年平均303天，年平均降水量1087.8毫米。1月平均气温11.8℃，极端最低气温－2.1℃（1973年12月31日）；7月平均气温24.3℃，极端最高气温41.8℃（1983年6月1日）。极端年最大雨量1526.3毫米（1986年），极端年最少雨量559.6毫米（2011年）。

## 经济
中心镇经济主要依靠农业，主要粮食作物是水稻、玉米、小麦，煤、铁、铜、石灰石、花岗石、石墨、高岭土、铝矾土资源丰富，水果有柑橘。

## 教育
中心镇有高级中学一所，初级中学二所，小学36所，职业中学、民族中学、幼儿园、教师进修学校各一所。

## 人口
2017年，中心镇人口数量是47403人。中心镇的主要民族是彝族、白族、壮族、傣族、苗族、傈僳族、回族、纳西族。

## 旅游
中心镇的主要景点是仙人洞。

## 交通
353国道的终点是中心镇。国道G4216，即蓉丽高速公路，东西走向经过中心镇。